# Флавій Тиберій (співімператор)
Флавій Тиберій (д/н — після 681) — співімператор Візантійської імперії в 659—681 роках.

## Життєпис
Походив з династії Іраклія. Молодший син Константа II, візантійського імператора, та Фаусти (доньки патрикія Валентина). У 659 році разом з братом Іраклієм стає співімператором свого батька та брата Костянтина IV. У 663 році Констант II мав намір відправити Тиберія та Іраклія до Сиракуз з метою посилення керованості державою (або для більшої впевненості Костянтина IV як старшого спадкоємця), але відкинув цю ідею через повстання в Константинополі.
У 668 році після смерті батька брат Костянтин IV стає старшим імператором. З цього часу починається протистояння між братами. Костянтин IV намагався позбавити Тиберія й його брата титулу, але це викликало військове повстання у фемі Анатолік. Заколотники підійшли до Константинополя, вимагаючи, щоб брати правили наче Свята Трійця. Тому Тиберій і Іраклій зберегли титул співімператора. Але як тільки загроза для трону для Костянтина IV вщухла, він схопив і стратив заколотників.
Втім поступово Тиберій з Іраклієм опинилися під щільним наглядом брата. Протистояння між прихильниками братів тривало протягом 670-х років. Разом з тим влада та можливості Тиберія були суттєво обмежені, що викликало невдоволення останнього.
У 681 році Костянтин IV, скориставшись рішеннями Шостого Вселенського собору (засудив монофелітів) наказав схопити Тиберія з братом. Останній, ймовірно монофеліти, спираючись на азійські війська, де було чимало прихильників цієї єресі, готувалися надати підтримку братам. Втім можливо цю змову спеціально інспіровано Костянтином IV для звинувачення братів. Зрештою Костянтин IV наказав позбавити Тиберія і Іраклія титулу співімператора та відрізати носи, щоб вони не мали права претендувати на імператорський трон. Подальша доля Тиберія невідома.